# Codex Zacynthius
De Codex Zacynthius (Gregory-Aland no. Ξ of 040, von Soden A 1) is een 6e-eeuws Bijbels handschrift. De codex is in unciaal-hoofdletters op perkament geschreven.

## Beschrijving
Het handschrift bevat de tekst van de Evangelie volgens Lucas met lacunes. De Codex Zacynthius telt 89 dikke perkamentbladen (36 x 29 cm). De tekst is ingedeeld in twee kolommen per pagina. In de kantlijnen staan commentaren, eveneens in unciaal schrift. Het is de enige codex waarin de zowel de hoofdtekst met commentaar beide in unciaal handschrift geschreven zijn. Deze commentaar is een Catena: een citatenverzameling van negen kerkvaders (Origenes, Chrysostomus, Cyrillus, enz.) en staat langs drie zijden rondom de tekstkolom van het Lukasevangelie geschreven.
Dit manuscript is een palimpsest. De bovenste tekstlaag is in een minuskelschrift geschreven en bevat lectionarium 299 (ℓ 299) uit de 12e of 13e eeuw.

## Inhoud
Lucas 1:1-9, 19-23, 27, 22, 30-32, 36-66, 77 – 2:19, 21, 22, 33-39; 3:5-8, 11-20; 4:1, 2, 6-20, 32-43; 5:17-36; 6:21 – 7:6, 11-37, 39-47; 8:4-21, 25-35, 43-50; 9:1-28, 32, 33, 35, 41 – 10:18, 21-10; 11:1, 2, 3, 4, 24-30, 31, 32, 33.
De Codex Zacynthius geeft de Alexandrijnse tekst weer. Kurt Aland plaatste de codex in Categorie III.

## Geschiedenis
Het handschrift bevond zich op het eiland Zakynthos, tot generaal Colin Macaulay het in 1821 naar Engeland bracht, waar het sindsdien bewaard wordt in de bibliotheek van de British and Foreign Bible Society (Auct. T. Nr 1.1) in Londen.
Scholz zag de tekst in 1845, Paul de Lagarde in 1883. De oudere tekst onder de tekst van het lectionarium werd gecollationeerd, ontcijferd en geordend door Tregelles in 1861.